# Combourg
Combourg (en bretó Komborn , en gal·ló Conbórn) és un municipi francès, situat a la regió de Bretanya, al departament d'Ille i Vilaine. L'any 2006 tenia 5.223 habitants.

## Demografia
| Evolució de la població Ehess i INSEE |       |       |       |       |       |       |       |       |
| 1793                                  | 1800  | 1806  | 1821  | 1831  | 1836  | 1841  | 1846  | 1851  |
| 4 300                                 | 4 170 | 3 969 | 4 751 | 4 774 | 4 707 | 4 847 | 4 832 | 5 044 |

| 1856  | 1861  | 1866  | 1872  | 1876  | 1881  | 1886  | 1891  | 1896  |
| ----- | ----- | ----- | ----- | ----- | ----- | ----- | ----- | ----- |
| 5 046 | 5 033 | 5 730 | 5 250 | 5 558 | 5 698 | 5 905 | 5 588 | 5 541 |

| 1901  | 1906  | 1911  | 1921  | 1926  | 1931  | 1936  | 1946  | 1954  |
| ----- | ----- | ----- | ----- | ----- | ----- | ----- | ----- | ----- |
| 5 204 | 5 208 | 5 075 | 4 661 | 4 619 | 4 590 | 4 523 | 4 390 | 4 451 |

| 1962  | 1968  | 1975  | 1982  | 1990  | 1999  | 2006 | 2011 | 2016 |
| ----- | ----- | ----- | ----- | ----- | ----- | ---- | ---- | ---- |
| 4 339 | 4 457 | 4 647 | 4 733 | 4 843 | 4 850 | -    | -    | -    |

| 2019 | - | - | - | - | - | - | - | - |
| ---- | - | - | - | - | - | - | - | - |
| -    | - | - | - | - | - | - | - | - |

## Administració
| Període   | Identitat            | Partit |
| --------- | -------------------- | ------ |
| 1977-1983 | Joseph Hubert        |        |
| 1983-1995 | André Belliard       | RPR    |
| 1995-2001 | Marie-Thérèse Sauvée | PS     |
| 2001-     | Joël Le Besco        | UMP    |